# Црет Бизовацький
45°35′ пн. ш. 18°25′ сх. д. / 45.58° пн. ш. 18.41° сх. д.
Црет Бизовацький (хорв. Cret Bizovački) — населений пункт у Хорватії, в Осієцько-Баранській жупанії у складі громади Бизоваць.

## Населення
Населення за даними перепису 2011 року становило 604 осіб.
Динаміка чисельності населення поселення:

## Клімат
Середня річна температура становить 11,04 °C, середня максимальна – 25,41 °C, а середня мінімальна – -6,14 °C. Середня річна кількість опадів – 660 мм.
| Клімат поселення                              | Клімат поселення | Клімат поселення | Клімат поселення | Клімат поселення | Клімат поселення | Клімат поселення | Клімат поселення | Клімат поселення | Клімат поселення | Клімат поселення | Клімат поселення | Клімат поселення | Клімат поселення |
| Показник                                      | Січ.             | Лют.             | Бер.             | Квіт.            | Трав.            | Черв.            | Лип.             | Серп.            | Вер.             | Жовт.            | Лист.            | Груд.            |                  |
| Середній максимум, °C                         | 5,71             | 7,93             | 12,56            | 17,15            | 22,33            | 25,41            | 25,32            | 24,89            | 20,72            | 15,32            | 9,34             | 5,41             |                  |
| Середня температура, °C                       | −0,2             | 2,00             | 6,64             | 11,23            | 16,43            | 19,50            | 21,30            | 20,85            | 16,70            | 11,30            | 5,30             | 1,40             |                  |
| Середній мінімум, °C                          | −6,14            | −3,91            | 0,73             | 5,32             | 10,50            | 13,59            | 17,27            | 16,84            | 12,68            | 7,29             | 1,30             | −2,62            |                  |
| Норма опадів, мм                              | 42               | 37               | 39               | 51               | 62               | 83               | 63               | 61               | 51               | 57               | 63               | 51               |                  |
| Середньомісячна швидкість вітру, м/с          | 2.30             | 2.59             | 2.82             | 2.73             | 2.40             | 2.20             | 2.20             | 2.00             | 2.00             | 2.10             | 2.26             | 2.40             |                  |
| Середньомісячна сонячна радіація, кДж/м²·день | 4216             | 6944             | 10915            | 15441            | 19303            | 21591            | 22092            | 20341            | 14936            | 9310             | 4735             | 3513             |                  |
| --------------------------------------------- | ---------------- | ---------------- | ---------------- | ---------------- | ---------------- | ---------------- | ---------------- | ---------------- | ---------------- | ---------------- | ---------------- | ---------------- | ---------------- |
| Джерело:                                      |                  |                  |                  |                  |                  |                  |                  |                  |                  |                  |                  |                  |                  |